# Peter Burling
Peter Burling (Tauranga, 1 januari 1991) is een Nieuw-Zeelands zeiler.
Burling nam als zeventienjarige deel aan de Olympische Zomerspelen  2008 en eindigde als elfde in de 470.
Vanaf 2009 vormde Burling een succesvol duo met Blair Tuke samen zes wereldtitels en in 2012 de zilveren olympische medaille en in 2016 de olympische gouden medaille en tijdens de  Olympische Zomerspelen 2020 de zilveren medaille.

## Resultaten

### Wereldkampioenschappen
| Jaar | Plaats       | Resultaten |
| ---- | ------------ | ---------- |
| 2011 | Perth        | 49er       |
| 2012 | Zadar        | 49er       |
| 2013 | Marseille    | 49er       |
| 2014 | Santander    | 49er       |
| 2015 | Buenos Aires | 49er       |
| 2016 | Clearwater   | 49er       |
| 2019 | Auckland     | 49er       |
| 2020 | Geelong      | 49er       |

### Olympische Zomerspelen
| Jaar | Plaats         | Resultaten |
| ---- | -------------- | ---------- |
| 2008 | Peking         | 11e 470    |
| 2012 | Londen         | 49er       |
| 2016 | Rio de Janeiro | 49er       |
| 2020 | Tokio          | 49er       |

2000: Jyrki Järvi / Thomas Johanson ·
2004: Xabier Fernández / Iker Martínez ·
2008: Martin Kirketerp / Jonas Warrer ·
2012: Iain Jensen / Nathan Outteridge ·
2016: Peter Burling / Blair Tuke ·
2020: Dylan Fletcher / Stuart Bithell ·
2024: Diego Botín / Florián Trittel